# Carlos Vicente
Carlos Vicente (Santa Fe, 7 de julio de 1957) es un político, escritor, profesor universitario, catedrático y abogado argentino. Fue viceintendente de la ciudad de Córdoba entre 2007 y 2011, y en la actualidad es titular de la delegación Córdoba del AFSCA.

## Biografía
Nació en la Santa Fe. Es abogado, especializado en Derecho del Trabajo y profesor universitario por concurso de la cátedra de Teoría Política de la Universidad Nacional de Córdoba. Fue presidente del Centro de Estudiantes de la Facultad de Derecho en la clandestinidad durante la dictadura cívico militar, fue copresidente de la Liga Argentina por los Derechos del Hombre
Trabajo en la Comisión de Derechos Humanos del Colegio de Abogados de Córdoba.
De extracción radical, a los 16 años inició su participación ciudadana como Secretario General del Centro de Estudiantes del Colegio Nacional Deán Funes de la ciudad de Córdoba. Durante la dictadura militar participó en la reorganización del movimiento estudiantil siendo presidente del Centro de Estudiantes de Derecho, Secretario General de la FUC y fundador del Seminario Juvenil de la APDH (Asamblea Permanente por los Derechos Humanos), en 1980.
Durante el período 1986-1987 fue Secretario General de la UNC durante la gestión del arquitecto Luis Rébora, primer rector electo democráticamente.
Se desafilió de la Unión Cívica Radical en oposición a la sanción de las leyes de Punto Final y Obediencia Debida presentada por los diputados de la UCR Juan Carlos Pugliese, Carlos A. Bravo y Antonio J. Macris, y promulgada el 24 de diciembre de 1986 por el presidente Raúl Alfonsín.
Fue Diputado provincial por el Frente Grande, entre 1999 y 2001. Durante su mandato desarrolló una prolífica tarea, presentando importantes proyectos de Ley, de Resolución y de Declaración. Fundamentalmente en pos de mejorar la calidad de las instituciones de rendición de cuentas, promoviendo mecanismos de austeridad, control y transparencia en la gestión pública e integró la Comisión Bicameral de seguimiento de las privatizaciones en la provincia de Córdoba 2001. Como Diputado provincial, efectuó una intensa oposición a las políticas neoliberales aplicadas en la provincia, fiscalizando los actos de gobierno y denunciando la falta de transparencia en la sanción de las llamadas leyes del Estado Nuevo y el sospechado voto, durante ese proceso, del entonces senador Jorge Bodega.
En octubre de 2000 pidió al fiscal anticorrupción Luis Juez que investigue las conductas de Bodega, el presidente del Senado Carlos Presas[cita requerida]
En 2001 fue Convencional Constituyente de la provincia de Córdoba. En julio de 2006 se sumó a la convocatoria del intendente Luis Juez para formar parte de su gabinete en la Municipalidad de Córdoba, al frente de la Secretaria de Relaciones Institucionales, entre el 7 de julio de 2006 y noviembre del 2007, momento en que es elegido Viceintendente de la ciudad.
En dicha Secretaria concretó, entre otras iniciativas, el Primer Encuentro Regional por un Mercosur Productivo y Social en el marco de la Cumbre de Presidentes realizada en la ciudad (2006); la reunión de la Red de Mercociudades en Córdoba y el Foro Ciudades y Derechos / Género, Juventud y Cultura (2007), con la participación de representantes de seis países y 48 ciudades; constituyó la Mesa de Trabajo del Gran Córdoba (2006); y organizó el seminario-taller sobre la Institucionalización del Área Metropolitana: uno de los desafíos del Gran Córdoba (2007).
Al asumir como Viceintendente y estar al frente, institucionalmente, del Concejo Deliberante de la Ciudad de Córdoba puso en marcha las “10 medidas para el primer minuto” que reflejan su compromiso de reformar profundamente el vínculo entre Estado, sistema político y los habitantes de la ciudad. Allí se plantearon una serie de acciones a llevar adelante para transparentar el funcionamiento del gobierno y en particular, del Concejo Deliberante, como así también para promover la participación de los ciudadanos: Publicar las Declaraciones Juradas del Viceintendente, Concejales y funcionarios , y la creación del sitio web del Concejo Deliberante, publicación de la planta política y ejecuciones presupuestarias, creación y puesta en marcha de: Oficina de Acceso a la Información Pública, registro de organizaciones de la Sociedad Civil, publicación de Audiencias de Gestión de Intereses, como así la creación de la Comisión por la Diversidad y la de Derechos Humanos del Cuerpo Legislativo, entre otras. Finalizó su mandato en diciembre de 2011.
En 2012 fue designado titular de la delegación Córdoba del AFSCA.

## Obras
La Universidad en la Primavera Democrática (La elección de Luis Rébora y la influencia de los '80 en la política argentina)", de Carlos Vicente (Enredacción Libros, 2018)